# Tschaika (Funknavigation)

Tschaika-Signal

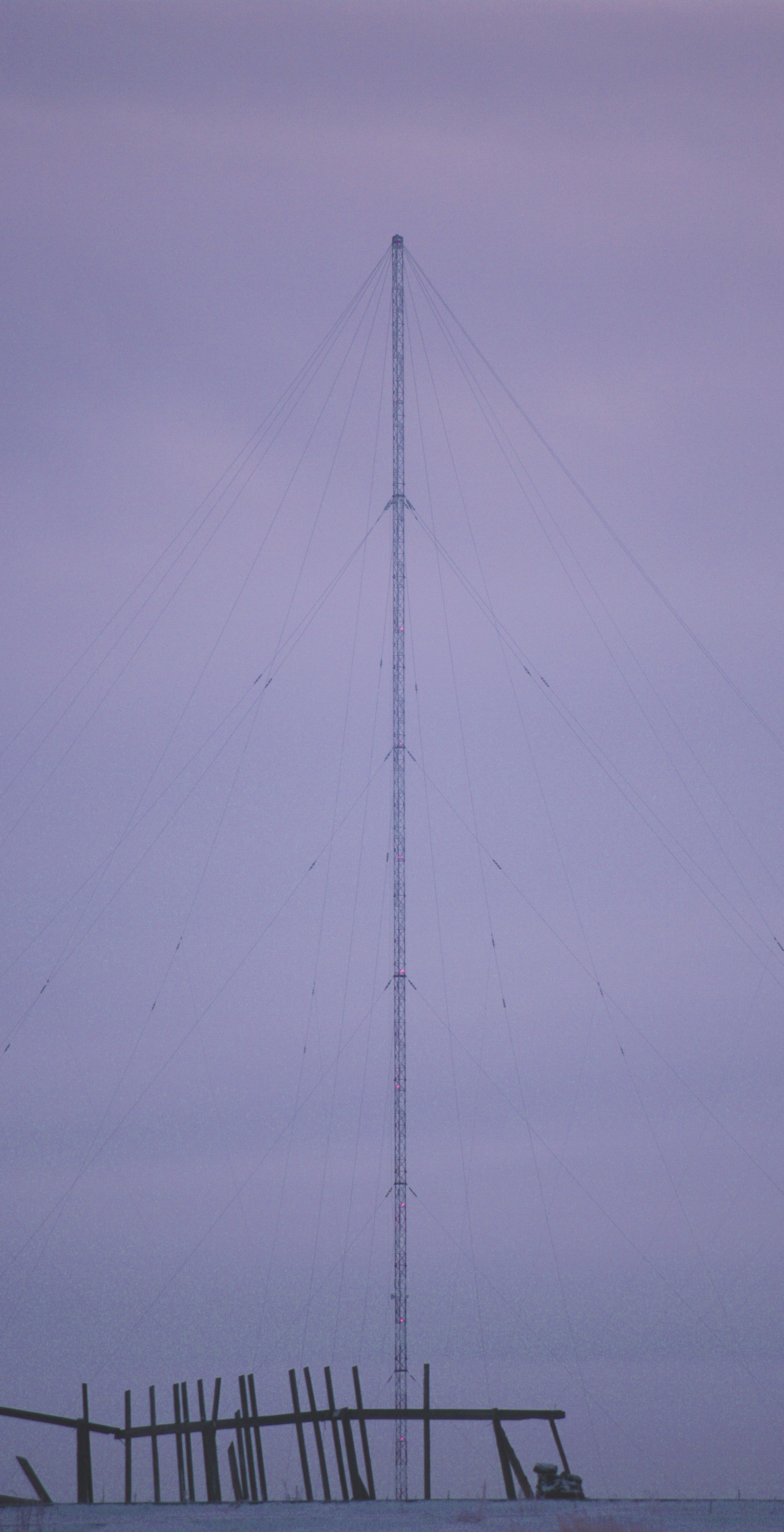
Ehemaliger Tschaika-Sendemast Boganida (468 m; bei Dudinka, Westsibirien)

Tschaika (russisch Чайка, übersetzt ‚Möwe‘; englische Transkription Chayka, oft geschrieben als CHAYKA)  ist ein russisches Funknavigationssystem, welches ähnlich dem amerikanischen LORAN-C funktioniert und wie dieses auf der Frequenz 100 kHz betrieben wird.

## Infrastruktur
Es sind fünf Tschaika-Ketten im Einsatz. Sie werden wie die LORAN-C-Sendeketten über ihr Gruppenfolgeintervall (GRI) identifiziert:
- GRI 8000 – Europäische Kette
- GRI 4970 – Nordwestkette
- GRI 5960 – Nordkette
- GRI 7950 – Ostkette
- GRI 5980 – Russisch-amerikanische Kette